# Hogenbögen
Hogenbögen is een dorpje in de Duitse gemeente Visbek, deelstaat Nedersaksen, en telt 266 inwoners (22 december 2021).
De Duitse kunstschilder Rolf-Dietrich Ratzmann (* 26 april 1944 in Zeitz) overleed op 9 april 1992 in Hogenbögen. Ratzmann, die werkte in een vrije, maar door het expressionisme beïnvloede stijl, was vooral in de stad Lünen actief.

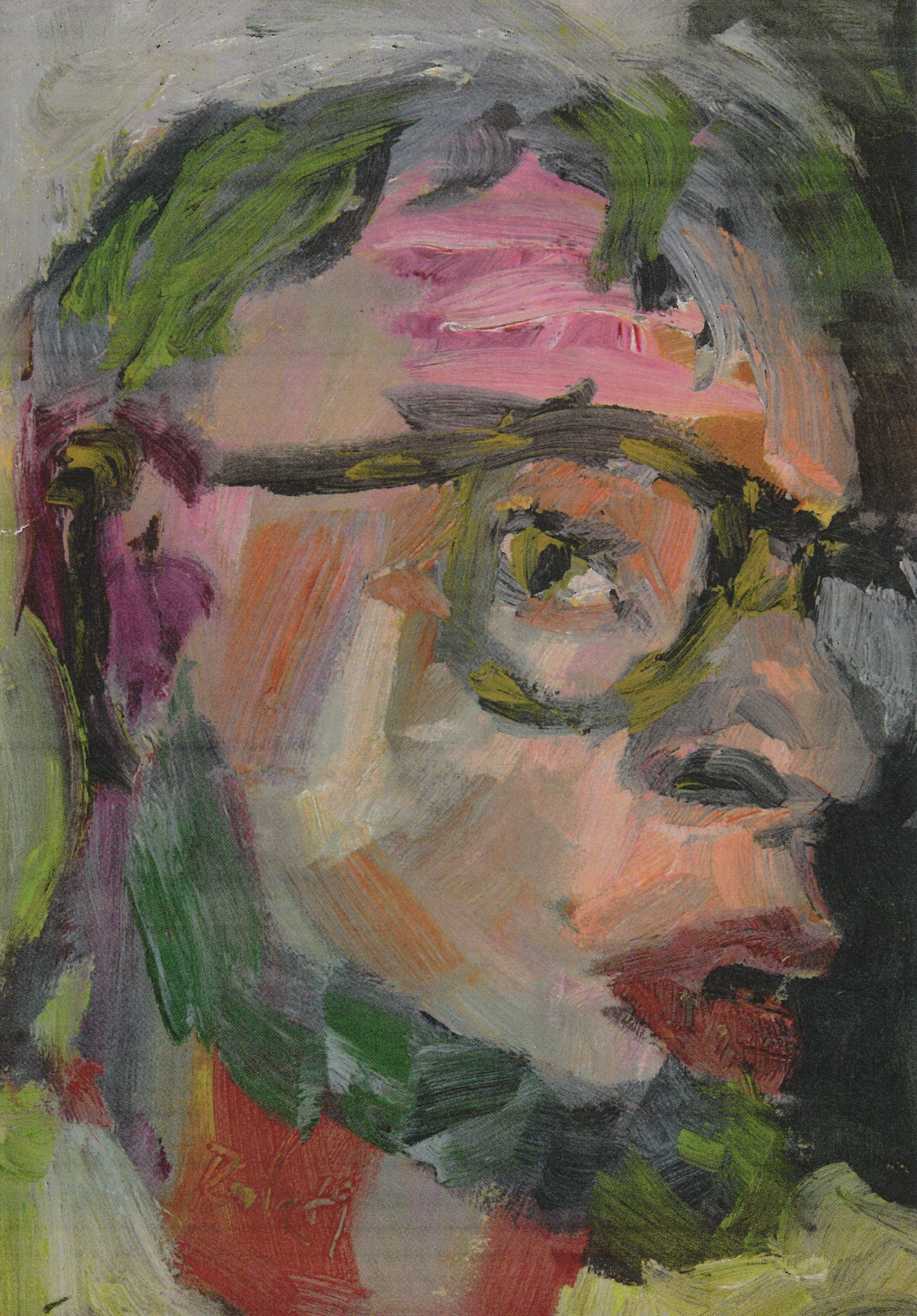
Zelfportret (1989)